# やまかぜ嵐
やまかぜ嵐（やまかぜらん）は、日本のグラフィッカー、原画家、イラストレーター。主にMOONSTONEで作品を手がける。

## 人物・エピソード
MOONSTONEの看板作家として同社の作品を手がける。2015年にはインタビューや新規描き下ろしを収録した画集である『やまかぜ嵐 ART WORKS』が発売された。

## 作品リスト

### アダルトゲーム
- マジスキ 〜Marginal Skip〜（原画）
- Princess Evangile 〜プリンセス エヴァンジール〜（原画）
- Magical Marriage Lunatics!! 〜マジカル マリッジ ルナティクス〜（原画）
- 夏の色のノスタルジア（原画）
- サクラノモリ†ドリーマーズ（原画）
- サクラノモリ†ドリーマーズ2（原画）
- 家の彼女（原画）
- 家の妹（原画）
- 家の恋人（原画）
- 空の少女 -美娼女学園1-（原画）
- 月の少女 -美娼女学園2-（原画）
- 聖の少女 -美娼女学園3-（原画）
- 間宮摩美は癒やしてあげたい（原画）
- 友莉と真凜は癒やしてあげたい（原画）
- 夏への方舟Ⅰ（原画）
- 夏への方舟Ⅱ（原画）
- 夏への方舟Ⅲ（原画）

### イラスト・挿絵
書籍
- やまかぜ嵐 ART WORKS ISBN 9784863794238